# René Lériche (Wasserballspieler)
René Lériche (* 1878; † im 20. Jahrhundert) war ein französischer Wasserballspieler und Schwimmer.

## Karriere
Lériche nahm an den Olympischen Spielen 1900 in Paris teil. Hier erreichte er im Wasserball mit der Mannschaft Pupilles de Neptune de Lille I den fünften Rang. Für die Schwimmwettbewerbe über 200 m Rücken und 200 m Hindernis war der Franzose ebenfalls gemeldet, trat aber jeweils nicht an.